# Phoenix (Arizona)

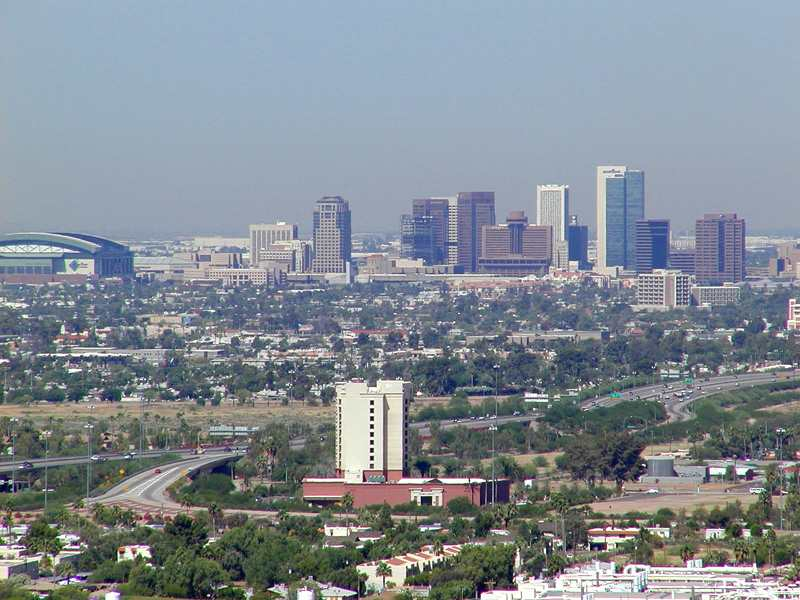
Vista de la ciutat de Phoenix.

Phoenix - en O'odham: S-ki:kigk; en yavapai: Wathinka o Wakatehe; en apatxe occidental: Fiinigis; en navaho Hoozdoh; en mohave: Hachpa 'Anya Nyava - és la capital, la ciutat més gran, i la principal àrea metropolitana de l'estat estatunidenc d'Arizona. Població fundada el 1868, va ser reconeguda com a ciutat el 5 de febrer de 1881. És la principal ciutat de l'Àrea Metropolitana de Phoenix i del seu comtat, el comtat de Maricopa. Els indis navaho anomenen la ciutat Hoodzo que significa literalment "aquest lloc és calorós".

## Geografia
Phoenix és a 33° 31′ 42″ nord 112° 4′ 35″ oest a la zona central d'Arizona, al cor del Desert de Sonora. L'àrea metropolitana inclou les comunitats de Glendale, Mesa, Scottsdale, Tempe, Chandler, Gilbert, Peoria, a més d'altres més petites. A l'àrea també s'hi han establert diverses comunitats de retir com Sun City. La ciutat ocupa una àrea de 1.230,5 km², dels quals 1.229,9 pertanyen a terra i 0,6 a aigua.

## Clima
És habitual que la ciutat tingui el cel clar, amb una mitjana de 300 dies de sol a l'any. La temperatura arriba als 38 °C durant 89 dies a l'any, sobretot entre els mesos de juny i setembre. A l'estiu se solen arribar a temperatures de més de 40 °C. La temperatura màxima es va assolir el 26 de juny de 1990, en arribar els termòmetres a marcar els 50 °C.

## Història

### Prehistòria
Els primers assentaments a la Vall del Sol els va establir el poble hohokam al voltant de l'any 300 aC. Van construir les primeres granges i van establir un sistema de canals que permetia portar l'aigua des del riu Salado. Van viure també a les ruïnes de Pueblo Grande entre el 700 i el 1400. Va ser un poble emprenedor i imaginatiu. El seu sistema d'irrigació comprenia uns 217 km de canals.

### Origen de la ciutat
El 1867 l'aventurer Jack Swilling va sojornar en la zona septentrional de les Muntanyes White Tank. Va descobrir que l'àrea comptava amb nombroses zones agrícoles, lliures de gelades. Només es necessitava aigua. El 1868 va construir un canal que portava aigua des del riu Salado i va fundar una petita colònia a uns 6 quilòmetres de l'actual ciutat. El nom de Phoenix (fènix) l'hi va donar el pioner Darrel Dupa simbolitzant així el naixement d'una nova civilització sobre les ruïnes deixades pels hohokan. La ciutat va ser reconeguda oficialment el 4 de maig de 1868.

### Prosperitat i modernitat
L'arribada del ferrocarril en 1880 va ser el primer de diversos esdeveniments que van revolucionar l'economia de Phoenix. La ciutat es va convertir en un centre de comerç els productes del qual arribaven als mercats de les costes est i oest del país. La Cambra de Comerç de Phoenix es va establir el 1888. El 1902, el president Theodore Roosevelt va permetre la construcció d'embassaments a la zona oest, i va satisfer així les demandes dels habitants de la Vall del Sol. El 1911 la presa Roosevelt, una de les més grans del món, va començar a ser operativa. La presa va crear també el Llac Roosevelt, que va ampliar la zona d'irrigació. El 14 de febrer del 1912, el Congrés dels Estats Units, amb el vistiplau del president William Howard Taft, va acceptar Arizona com a nou estat de la Unió.

## Economia
La principal economia de Phoenix es va centrar en l'agricultura i els recursos naturals, especialment les "5C" de coure, bestiar, clima, cotó i cítrics. Amb l'establiment de la línia de ferrocarril del Pacífic Sud el 1926, l'obertura de l'estació Union el 1923 i la creació de l'aeroport Sky Harbor a finals de la dècada, la ciutat es va fer més fàcilment accessible. La Gran Depressió va afectar Phoenix, però Phoenix tenia una economia diversa i el 1934 la recuperació estava en marxa. En acabar la Segona Guerra Mundial, l'economia de la vall va augmentar, ja que molts homes que havien completat el seu entrenament militar a les bases de Phoenix i als voltants van tornar amb les seves famílies.
La indústria de la construcció, estimulada pel creixement de la ciutat, es va expandir encara més amb el desenvolupament de Sun City. Es va convertir en la plantilla per al desenvolupament suburbà a l'Amèrica posterior a la Segona Guerra Mundial, i Sun City es va convertir en la destinació per a les comunitats de jubilats quan es va obrir el 1960. La ciutat va tenir una mitjana de creixement anual del quatre per cent durant un període de 40 anys des de mitjans dels anys 60 fins a mitjans dels 2000.
Quan va començar la Crisi hipotecària de 2007, la construcció a Phoenix es va enfonsar i els preus de l'habitatge van caure. Els llocs de treball d'Arizona van caure un 11,8%; el 2007 Phoenix tenia 1.918.100 persones ocupades, el 2010 aquest nombre s'havia reduït en 226.500 fins a 1.691.600. A finals de 2015, el nombre d'ocupats a Phoenix havia augmentat fins als 1,97 milions, recuperant finalment els seus nivells anteriors a la recessió, amb un creixement de l'ocupació en tots els sectors.
El 2017, el Phoenix MSA tenia un producte interior brut (Gross Domestic Product, GDP) just per sota dels 243 mil milions de dòlars. Les cinc indústries principals eren: Immobiliària (41,96 milions de dòlars), Serveis financers (19,71), Fabricació (19,91), Detallista (18,64), i indústria de la salut (19,78). El govern (inclòs el federal, estatal i local), si hagués estat una indústria privada, hauria estat el segon classificat a la llista, generant 23.370 milions de dòlars.
A Phoenix, els promotors immobiliaris s'enfronten a poques limitacions a l'hora de planificar i desenvolupar nous projectes. En conseqüència, la ciutat és propensa a la sobreedificació en temps de prosperitat econòmica.

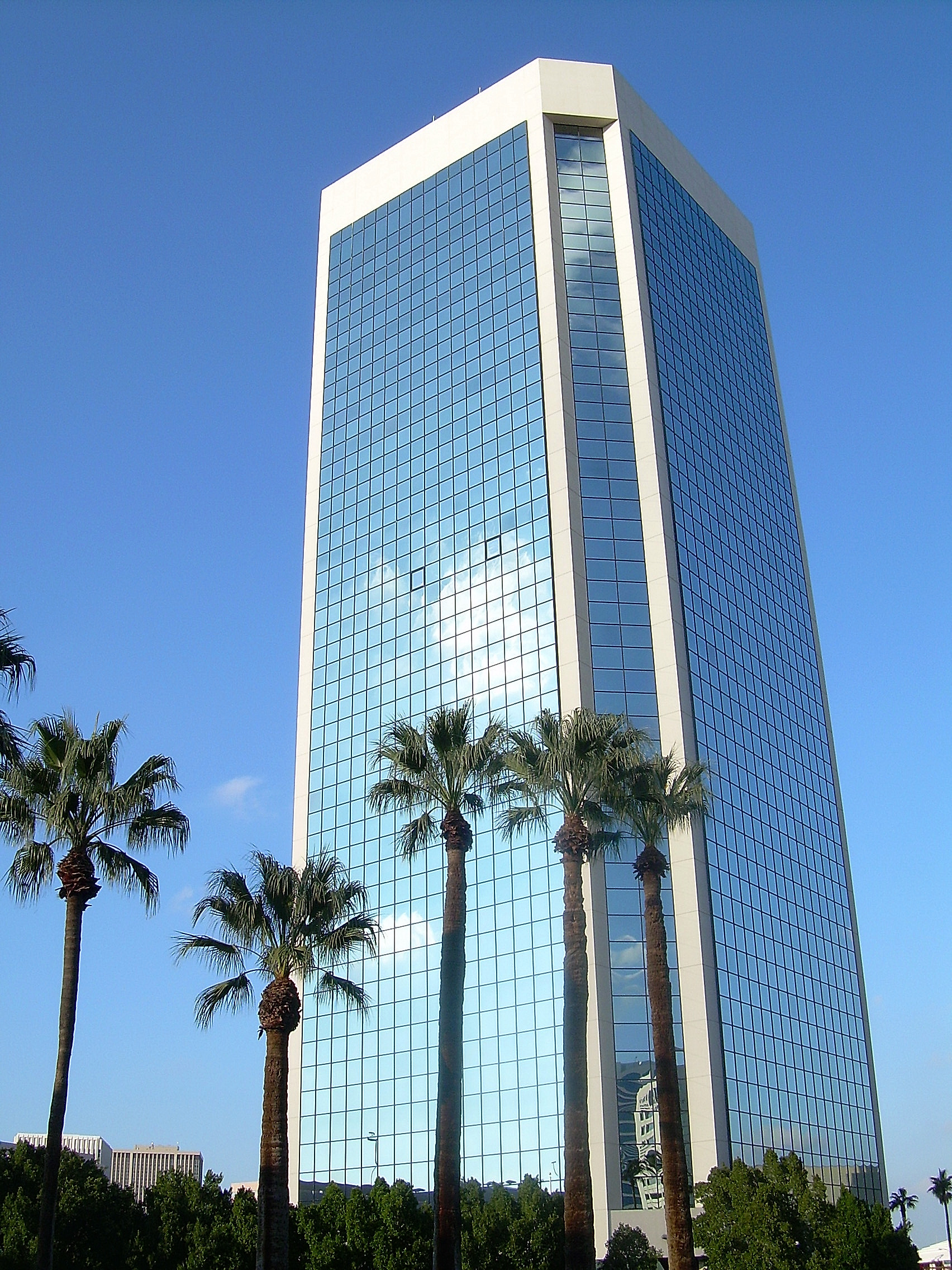
3300 North Central Avenue, un edifici d'oficines al centre de Phoenix

El 2010, les cinc principals categories d'ocupació eren de suport administratiu i d'oficina (17,8%), vendes (11,6%), preparació dels aliments (9%), transport (6,1%), i gestió (5,8%). L'ocupació més gran és la dels venedors al detall, que representen el 3,7% del total. El gener de 2016, el 10,5% dels empleats eren empleats del govern, un nombre elevat, ja que la ciutat és alhora la seu del comtat i capital de l'estat. La força de treball civil era de 2.200.900 persones i la taxa d'atur se situava en el 4,6%.
Phoenix és la seu de quatre companyies de Fortune 500: la corporació d'electrònica Avnet, la companyia minera Freeport-McMoRan,
el minorista PetSmart i el transportista de residus Republic Services. La divisió aeroespacial de Honeywell té la seu a Phoenix, i la vall acull moltes de les seves instal·lacions d'aviònica i mecànica. Intel té un dels seus llocs més grans a la zona, amb uns 12.000 empleats, la segona ubicació d'Intel més gran del país. La ciutat també acull la seu d’U-HAUL International, Best Western i Apollo Group, matriu de la Universitat de Phoenix. US Air/American Airlines és la companyia més gran de l'aeroport internacional Sky Harbor de Phoenix. Mesa Air Group, un grup de línies aèries regionals, té la seu a Phoenix.
L'exèrcit té una gran presència a Phoenix, amb la Luke Air Force Base als suburbis occidentals. La ciutat es va veure greument afectada pels efectes de la caiguda de les hipoteques subprime. Tanmateix, Phoenix ha recuperat el 83% dels llocs de treball perduts a causa de la recessió.

## Cultura

### Arts escèniques

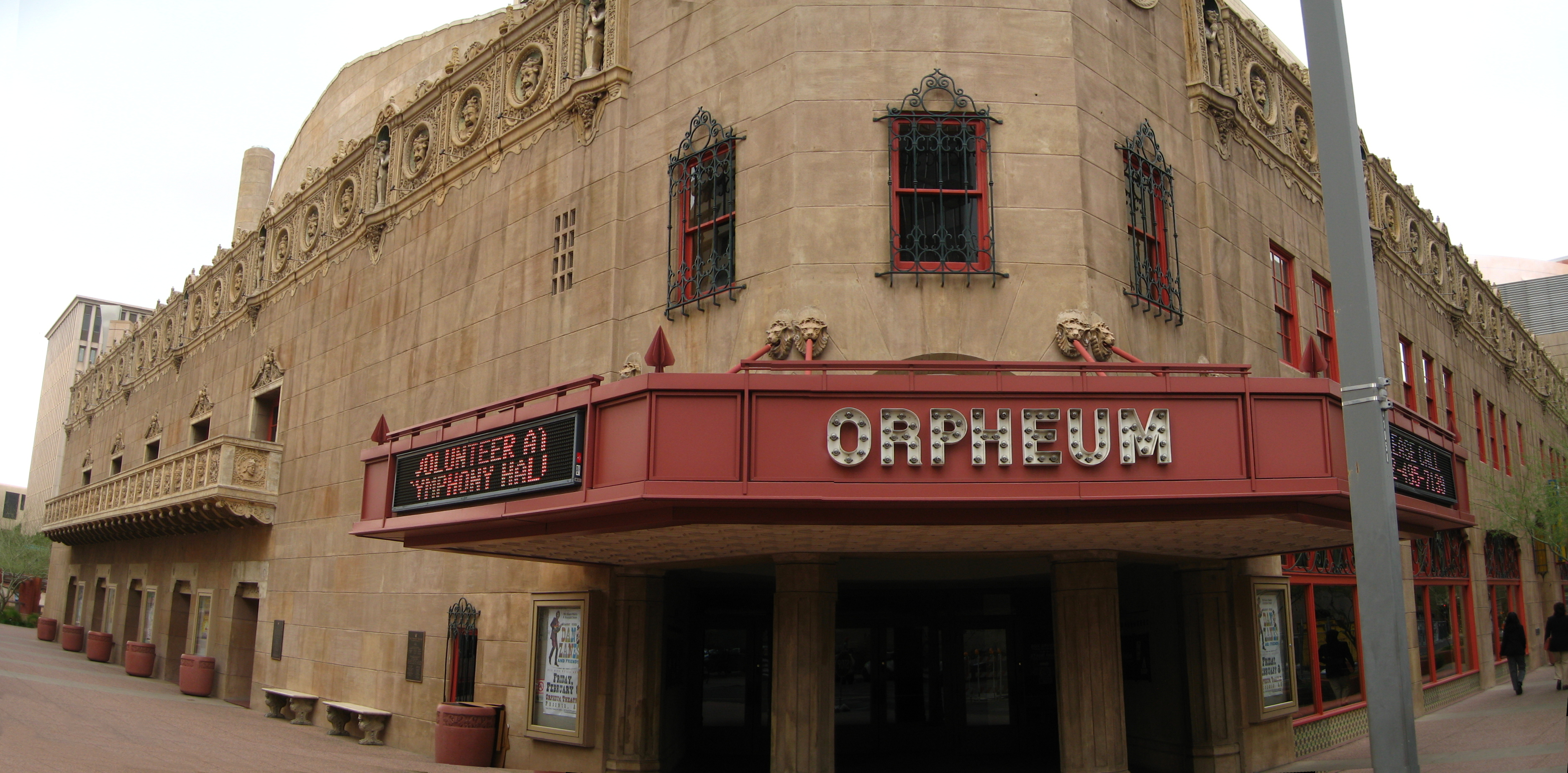
Teatre Orpheum - Phoenix

La ciutat té molts llocs d'arts escèniques, la majoria dels quals es troben al centre de Phoenix o Scottsdale i als voltants. El Phoenix Symphony Hall és la seu de l'Orquestra Simfònica de Phoenix, l'Òpera i el Ballet d’Arizona. La companyia d'Arizona Opera també té actuacions a l'Arizona Opera Center, que es va inaugurar el març de 2013. Un altre lloc és el Teatre Orpheum, seu de l’Òpera Phoenix. El Ballet Arizona, a més del Symphony Hall, també té actuacions a l'Orpheum Theatre i al Dorrance Theatre. Els concerts també fan parades regulars a la zona. La sala d'art escènica més gran del centre és l’Herberger Theatre Center, que acull tres espais d'espectacles i acull dues companyies residents, l’Arizona Theatre Company i el Center Dance Ensemble. Altres tres grups també utilitzen la instal·lació: Valley Youth Theatre, iTheatre Collaborative i Actors Theatre.
Els concerts tenen lloc a Footprint Center i Comerica Theatre al centre de Phoenix, Ak-Chin Pavilion a Maryvale, Gila River Arena a Glendale i Gammage Auditorium a Tempe (l'últim edifici públic dissenyat per Frank Lloyd Wright). Diversos teatres més petits, com ara Trunk Space, el Mesa Arts Center, el Crescent Ballroom, el Celebrity Theatre i les Arts Modificades donen suport a actuacions musicals i teatrals independents regulars. També es pot veure música en alguns dels escenaris habitualment reservats per a esports, com ara el Wells Fargo Arena i l'Estadi State Farm.
S'han ambientat diverses sèries de televisió a Phoenix, com Alice (1976–85), el drama paranormal Medium dels anys 2000, el drama criminal sindicat de 1960–61 The Brothers Brannagan i The New Dick Van Dyke Show de 1971 a 1974.